# Obrácená strana měsíce
Obrácená strana měsíce je literární časopis, vydávaný v Ostravě nejprve v letech 2004 až 2006 a od roku 2020 znovu obnovený.
U jeho vzniku stáli literáti Jan Balabán, Petr Hruška a Ivo Kaleta, později do redakce přistoupil ještě Pavel Hruška. Po smrti Jana Balabána (2010) tvoří redakci obnoveného periodika Petr Hruška a Ivo Kaleta.
„Obrácená strana je místo ležící v komunikačním stínu bez možnosti spojení s ostatními lidmi. Člověk na obrácené straně netouží po informacích, názorech, zábavě nebo vědeckém úhrnu, touží po prosté přítomnosti druhého člověka. Literární text je jednou ze vzrušujících možností, kterak přinášet lidskou výpověď i z obrácené strany,“ píše se v úvodníku k prvnímu číslu.
V letech 2004-2006 bylo vydáno celkem 13 čísel, od roku 2020 do dubna 2021 3 čísla. Časopis vychází nepravidelně, rozsah jednotlivých čísel je okolo 20 stran. Má „bibliofilský“ charakter s důrazem na původní literární texty, prózy, básně a překlady. Záměrně se vyhýbá i biografickým údajům o autorech a jakékoli reflexi literárního provozu. Vedle velkorysé typografické úpravy přináší každé číslo originální výtvarný doprovod.
Časopis se věnuje zejména domácí literární tvorbě (I. M. Jirous, K. Šiktanc, I. Wernisch, P. Král, V. Slíva, P. Kabeš, P. Pavlovič, P. Kolmačka, M. Krupa, I. Motýl, P. Borkovec, M. Hořava a další) ale i překladům autorů zahraničních (D. Sedaris, Ch. Simic, J. Brodskij, F. Nietzsche, S. Saeterbakken, I. Vörös). 
Časopis má rovněž svou internetovou prezentaci, https://www.obracena-strana-mesice.cz/ a vychází svépomocí.